# Boi-ngo
Boi-ngo è il sesto album in studio del gruppo musicale statunitense Oingo Boingo, pubblicato nel 1987.

## Tracce
Testi e musiche di Danny Elfman.
1. Home Again – 5:14
2. Where Do All My Friends Go – 4:29
3. Elevator Man – 4:30
4. New Generation – 5:16
5. We Close Our Eyes – 3:38
6. Not My Slave – 4:42
7. My Life – 4:36
8. Outrageous – 3:46
9. Pain – 4:28

## Formazione
- Danny Elfman – voce, chitarra
- Steve Bartek – chitarra
- John Avila – basso, fisarmonica, voce
- Mike Bacich – tastiera
- Johnny "Vatos" Hernandez – batteria, percussioni
- Sam Phipps – sassofono tenore
- Leon Schneiderman – sassofono baritono
- Dale Turner – tromba